# Huallaga-Quechua
Huallaga-Quechua oder Wallaqa-Ketschua (Quechua Wallaqa Runashimi) ist eine Variante des zentralen Zweiges der Quechua-Sprachfamilie (Quechua I oder Waywash nach Alfredo Torero) innerhalb der Untergruppe des Huánuco-Quechua, die im peruanischen Departamento Huánuco entlang des Flusses Huallaga gesprochen wird.
Trotz der relativ geringen Sprecherzahl von 40.000 (laut Ethnologue von SIL International) soll es einen noch hohen Anteil Einsprachiger geben.
Der Linguist und Wycliff-Bibelübersetzer David Weber von SIL International hat für sein Wörterbuch (Quechua-Spanisch-Englisch) 1998 – nachdem er seine Grammatik 1989 (nicht jedoch die spanische Version 1996) noch in normalisierter Orthographie herausgegeben hatte – eine eigene, auf dem Spanischen basierende Rechtschreibung entwickelt, die vollkommen vom allgemeinen amtlichen Quechua-Alphabet abweicht. Auf seine Initiative hin wurde von Muttersprachlern im christlichen Verein JAWCA in Huánuco in Zusammenarbeit mit SIL, der peruanischen Bibelgesellschaft und Wycliff auch in dieser Rechtschreibung die Bibel ins Huallaga-Quechua übersetzt und im August 2011 herausgebracht. Somit ist das relativ kleine Huallaga-Quechua die erste Waywash-Mundart, in der die komplette Bibel erschienen ist.
Lange Zeit gab es in Huánuco ausschließlich spanischsprachigen Unterricht. Auf Grundlage des von María Sumire entworfenen und 2011 verabschiedeten Sprachen-Gesetzes (Ley 29735) ist auch hier inzwischen ein Prozess zur Einführung interkultureller zweisprachiger Erziehung mit Huallaga-Quechua bzw. den benachbarten Mundarten des Waywash-Quechua in öffentlichen Schulen eingeleitet worden, für die das Standardalphabet mit k, q und verdoppelten Vokalzeichen gilt. An 717 Schulen in der Region Huánuco ist interkulturelle zweisprachige Erziehung mit Quechua als Muttersprache vorgesehen.
Kennzeichnend für das Huallaga-Quechua innerhalb des Quechua I ist der Verlust der Unterscheidung zwischen /č/ ([tʃ]) und /ĉ/. In der Grammatik teilt es teilweise Eigenschaften mit dem Wanka-Quechua, teilweise auch mit dem Ancash-Quechua.